# Blake Michael
Blake Michael (Atlanta, 31 luglio 1996) è un attore, cantante, modello e giornalista statunitense. È famoso per aver interpretato il ruolo di Charlie Delgado nel film di Disney Channel Lemonade Mouth (2011), nonché per il ruolo di Tyler James nella serie Disney Channel Dog with a Blog (2012-2015), che gli è valso uno Young Artist Award nel 2013 come miglior giovane attore protagonista in una serie televisiva. Nel 2021, Michael è diventato il Capo Evangelista di Lumanu, una società di gestione dei social media con l'obiettivo di aiutare i creatori online a gestire il proprio marchio e la propria attività. Nello stesso anno, iniziò a scrivere per Forbes come esperto di marketing e analista aziendale.

## Biografia

### Vita e carriera
Michael è nato ad Atlanta, in Georgia, ed è di origine portoricana e russo-ebraica. La carriera di Michael come attore bambino è iniziata quando aveva tre anni, quando ha iniziato a prenotare lavori pubblicitari sulla stampa. Michael si iscrisse al Company Acting Studio di Atlanta all'età di cinque anni e fu scoperto da un agente di talento quando ne aveva sei. Il suo primo ruolo commerciale è stato per Famous Chicken di Bojangles, al fianco del quarterback della NFL Jake Delhomme. All'età di dieci anni, è stato scelto per ospitare una serie di quattro spot pubblicitari collaborativi per Hasbro Toys che sarebbero andati in onda su Cartoon Network. Dopo la campagna pubblicitaria, Cartoon Network ha invitato Michael a presentare e ospitare il suo spettacolo sulla rete, che è culminato in due spettacoli chiamati Fried Dynamite, in onda il venerdì e Dynamite Action Squad! di sabato.
Nel maggio 2010, Blake è apparso in No Limit Kids: Molto rumore per la scuola media e in seguito ha collaborato con la star del film, la cantante country Celeste Kellogg, per creare e cantare un duetto intitolato Looking In Your Eyes. Ha fatto un piccolo cameo nel video musicale di Kellogg My Jeans. Nel giugno 2010, è stato scoperto in un casting aperto ed è stato scelto per il ruolo di co-protagonista nel ruolo di Charlie Delgado nel musical per la TV di Disney Channel Lemonade Mouth. Michael in seguito chiamò questo ruolo quello che "ha catapultato la sua carriera" e "lo ha aiutato a ottenere un pubblico". Subito dopo, la Disney si avvicinò a Michael e gli chiese di leggere per un ruolo in una prossima sitcom.Michael in seguito ha accettato il ruolo di Tyler James nella sitcom di Disney Channel Dog with a Blog, che ha interpretato dal 2012 al 2015.
Come regista, Michael ha diretto il cortometraggio Anonymous nel 2011 e Notes of Hers nel 2013, l'ultimo dei quali è stato presentato al Toronto Student Film Festival e ha vinto l'Audience Choice Award al Red Rock Film Festival. Nel 2015, è apparso come Chase nel film televisivo Lifetime I Killed My BFF. Nel 2018, ha doppiato Curtis in otto episodi di Voltron: Legendary Defender. Nel 2019, è apparso come Pete in Princess of the Row, presentato in anteprima al Cinequest Film Festival.
Nel 2021, Michael è entrato a far parte del consiglio di amministrazione di Lumanu, una società di gestione dei social media, come Chief Evangelist. È stato ispirato ad aiutare altri creatori a elevare il loro status sociale su Internet invece di seguire quello che ha definito il "tradizionale percorso cinematografico di Hollywood", sfruttando l'esperienza acquisita diventando una delle prime e più giovani persone a collaborare ufficialmente con YouTube fin dalla giovane età. Nello stesso anno iniziò anche a scrivere per Forbes come esperto di marketing ea promuovere i servizi di Lumanu.

## Filmografia

### Attore

#### Cinema
- Chosen, regia di Bren Allison (2004)
- Elephant Juice, regia di Jeffrey Engelson - cortometraggio (2008)
- Magellan, regia di Sebastian Davis - cortometraggio (2009)
- No Limit Kids: Much Ado About Middle School, regia di Dave Moody (2010)
- The Mortician, regia di Gareth Maxwell Roberts (2011) Non accreditato
- Living with N.A.D.S.: The Jimmy Epson Story, regia di Michael D. Friedman - cortometraggio (2011)
- R.L. Stine: I racconti del brivido - La casa stregata (Mostly Ghostly: One Night in Doom House), regia di Ron Oliver (2016) Uscito in home video
- Lo studente (The Student), regia di Steven R. Monroe (2017)
- Game of Cards, regia di Bjoern Kommerell - cortometraggio (2017)
- Princess of the Row, regia di Van Maximilian Carlson (2019)

#### Televisione
- October Road – serie TV, 1 episodio (2007)
- Jimmy fuori di testa (Out of Jimmy's Head) – serie TV, 1 episodio (2008)
- Lemonade Mouth, regia di Patricia Riggen – film TV (2011)
- True Blood – serie TV, 1 episodio (2012)
- Dog with a Blog – serie TV, 69 episodi (2012-2015)
- Melissa & Joey – serie TV, 1 episodio (2013)
- I Killed My BFF, regia di Seth Jarrett – film TV (2015)
- What Just Happened??! – serie TV, 1 episodio (2019)

#### Video musicale
- Disney's Circle of Stars: Do You Want to Build a Snowman (2014)

### Doppiatore
- Voltron: Legendary Defender – serie d'animazione, 6 episodi (2018)

### Regista
- Anonymous - cortometraggio (2011)
- Notes of Hers - cortometraggio (2013)

## Discografia

### Colonne Sonore
- 2011 – Lemonade Mouth

## Colonne Sonore
- 2011 – Lemonade Mouth

## Riconoscimenti
- 2013 - Young Artist Award[1]
  - Miglior interpretazione in una serie TV - Giovane attore protagonista per Dog with a Blog
- 2013 - Red Rock Film Festival[7]
  - Audience Choice Award per Notes of Hers